# Нарваэс, Луис Пачеко де
Дон Луи́с Паче́ко де Нарваэ́с (1570—1640) — дворянин, мастер фехтования, один из основателей геометрической школы испанского фехтования — Дестрезы, испанский писатель, который написал ряд трудов об искусстве фехтования.
Луис Пачеко де Нарваэс был последователем Дон Херонимо Санчес де Карранза и служил в качестве учителя фехтования Королю Испании Филиппа IV.
Учителем Пачеко был знаменитый испанский фехтовальщик Иеронимо Санчесом де Карранза.

## Биография
До сих пор нет никаких сведений о точной дате рождения Луиса Пачеко де Нарваэс. Родился в городе Баэса, свою жизнь посвятил работе с оружием, став сержант-майором на Канарских островах, а именно на острове Фуэртевентура и Лансароте.
Согласно документам из наследия Луиса Пачеко де Нарваес на Канарских островах, известно, что он был сыном Родриго Марин де Нарваес и Магдалены Пачеко Камеры. Женился на Беатрис Фернандес де Кордова, дочери Михаила Иеронима Фернандес де Кордова, клерка палаты и секретаря Королевского суда Канарских островов и Люсия Саяго.
Большую часть жизни Пачеко провел на Канарских островах, особенно в период инквизиции между 1589 и 1594 годами.
В 1608 году был проведён фехтовальный поединок между Пачеко де Нарваэс и Франсиско де Кеведо. Дуэль была спровоцирована Кеведо критикой на один труд Пачеко. Кеведо снял шляпу перед Пачеко при первой же встрече.
В плутовском романе Кеведо «El Buscón» пародировал этот поединок с точки зрения фехтования, опираясь на математический расчёт на то, что нужно бежать от дуэли с опытным противником.

## Жизнь фехтовальщика
Несмотря на отсутствие точных данных о жизни Пачеко де Нарваэз, как и многочисленных других мастеров фехтования периода Средневековья, часто встречаются случайные упоминания, из которых ясно, что профессия учителя фехтования в Испании XV и XVI веков требовала серьёзной подготовки и чрезвычайной физической силы, организации, существовала монополия на преподавание и присвоение кандидату звания мастера искусства фехтования.

Я родился с врожденным боевым уклоном, как раз поставил ноги на пороге жизни и новых сил, ударил в уши мои великий грохот и особое удивление вызвала книга Карранза— Луис Пачеко де Нарваэс
Дон Херонимо Санчес де Карранза мастер фехтования, основатель испанской школы фехтования — Дестрезы, прославился своим написанным трактатом «Философия оружия и Дестрезы» («La filosofía de las armas y de su destreza, y de la agresión y defensa cristiana», опубликованный в 1582 году) стал наставником, учителем по фехтованию Луис Пачеко де Нарваэс.
Луис Пачеко де Нарваэс был военным, служил на суше и на море, начиная с солдата, сержанта, прапорщика стал сержант-майором и губернатором.

## Книга о Величии меча

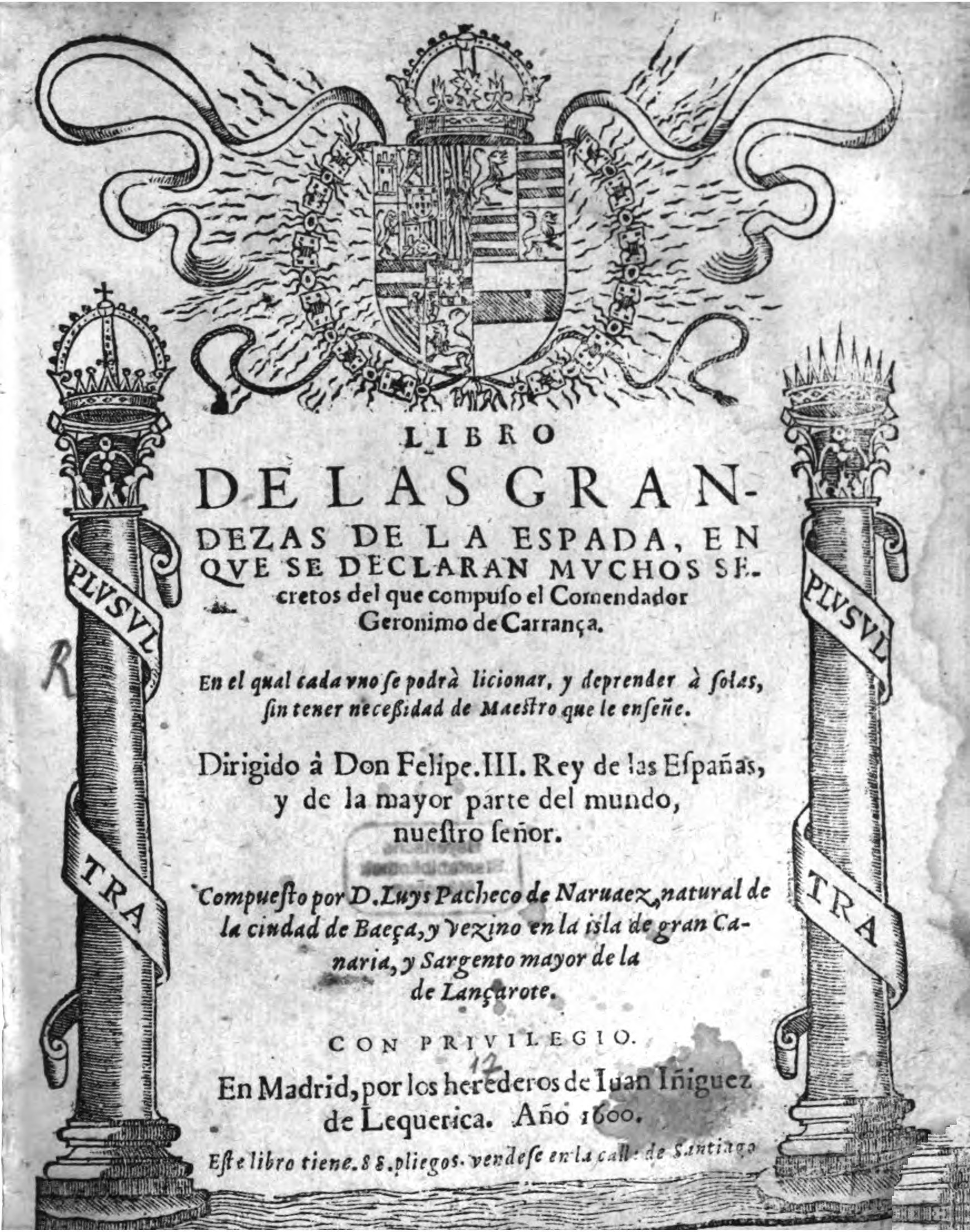
«Libro de las grandezas de la espada». Luis Pacheco de Narváez. «Книга о Величии меча» Луис Пачеко де Нарваэз

«Книга о Величии меча» дона Пачеко де Нарваэз легла в основу всей испанской литературы по фехтованию XVII века.
Первое издание «Книги о Величии меча» включает в себя все принципы, которые Нарваэсу передал Карранза. В этой книге описано множество секретов, принципов и предписаний, с помощью которых любой человек сможет учиться сам и обучать других, не прибегая к наставлениям других мастеров.
«Книга о Величии меча» была написана в городе Севилья и посвящена Филиппу III, королю всей Испании и большей части мира. Как ученик Каррансы, дон Луис Пачеко де Нарваэс во всех подробностях воспроизводит характерный метод primer inventor de la ciencia и вводит для пояснения любопытные схемы, с нарисованными кружками и положениями клинков относительно друг друга — в виде условных мечей, пересекающихся под различными углами, в зависимости от того какое выполняется движение, режущий или колющий удар.
После пространных и подробных рассуждений о необходимости защищаться, как того требуют от человека людские и божественные законы, также рассуждений о возвышении самосовершенствования в искусстве владения оружием, автор освящает свою мудрость и практику в искусстве фехтования.
В середине XVI века стойка, согласно школе испанского фехтования, была популярная стойка, в которой: туловище выпрямлено, но так, чтобы сердце не находилось прямо напротив меча противника; правая рука вытянута прямо, ноги расставлены не широко. Эти основы дают три преимущества: остриё меча направлено максимально близко к противнику, сам меч фехтовальщик держит с большей силой, таким способом исключена опасность поранить локоть. Не идёт речь о том, чтобы скрестить мечи с противником.
Фехтовальщикам нужно занять стойку вне дистанции, чтобы систематизировать общее понятие правильной дистанции, Карранза и его последователь Нарваэс представляют нарисованный на земле круг — «circonferencia imaginata entre los cuerpos contrarios», по которому далее планируются действия.
Больше всего внимания Карранза уделял режущим ударам, хотя весьма свободно использовал в бою колющие удары, представляет точное определение первого удара, но никак не объясняет второй. Однако Нарваэс затронул в своем труде колющие удары, но не дал никаких детальных пояснений относительно того, как он выполняется.
Трактат «Книга о Величии меча» Дона Луиса Пачеко де Нарваэса был переведен на русский язык в 2017 под патронажем Научно-Исследовательского Института «Мировых традиций воинских искусств и криминальных исследований применения оружия» совместно со Школой испанского фехтования «Дестреза Ачинеч» и доступен общественности.

## Простой способ экзаменации учителей в искусстве фехтования с оружием
«Простой способ экзаменации учителей в искусстве фехтования с оружием» является ещё одним из самых известных трудов, написанных Доном Пачеко де Нарваэзом (Диалог между учеником и учителем-экзаменатором по философии и искусству фехтования).
Печать этого труда и любое издательство другими лицами были запрещены без соответствующего разрешения. Книга в тот момент времени была  издана кабинетом Lа́zaro de los Ríos, Секретарем Короля Испании, датируется 26 февраля 1625 года (Мадрид).

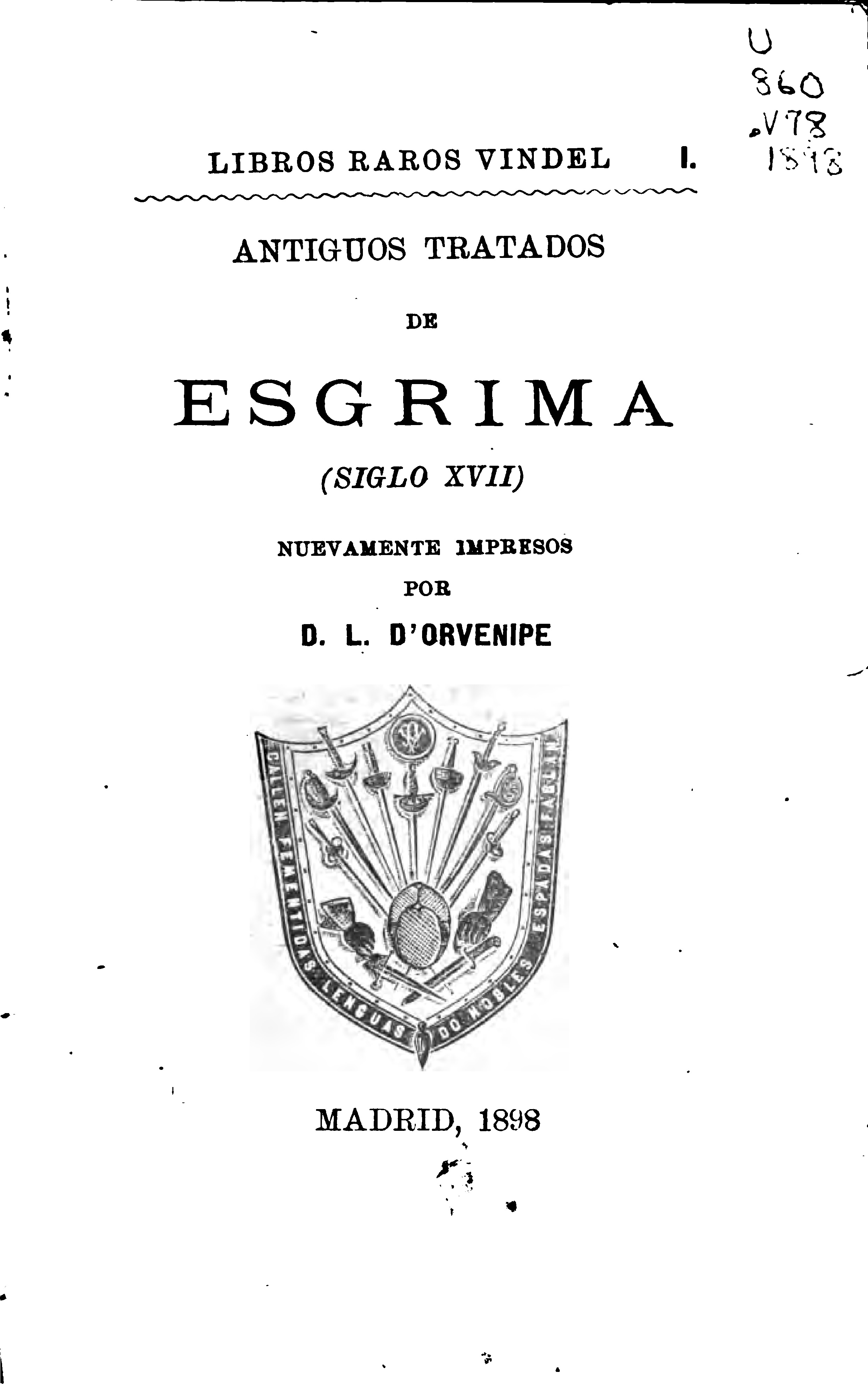
Pacheco de Narvaez, Luis «Antiguos tratados de esgrima» (siglo XVII). Дон Луис Пачеко де Нарваэз «Трактат по фехтованию»

Этот трактат содержит диалог между учеником и его учителем-экзаменатором по искусству фехтования и философии для получения степени маэстро. В такой форме написания Дон Луис Пачеко де Нарваэза представил сто выводов или форм познания.
Дон Пачеко де Нарваэз от Короля получил благодарность  и был назначен экзаменатором для всех учителей фехтования; однако вместо прохождения экзаменов по-видимому, его товарищи решили объединиться против него. Об этом можно сделать вывод, проанализировав индекс la Matrícula de Yarza — список людей, которые были зачислены. Индекс находится в архиве Верховного Суда. Там сказано следующее:

Учителя воинских искусств судятся с Доном Луисом Пачеко де Нарваэзом, который должен принять экзамен у всех учителей — Луис Пачеко де Нарваэс, Письмо L, файл 4, 732
Защитные стойки, описанные в трактате, отвечают требованиям, соответствуют законам справедливости и мира в Республике. Каждому доблестному рыцарю вручалась корона в знак мудрости и умения. Диалог основан на этих двух принципах, в текстовой части описана тренировка с оружием. Также в этой части проводится тщательная оценка самых способных учеников, говорится, что таким выделяется стипендия за время посвященное занятиям. Такого человека следует благосклонно приветствовать, а другого, который из корысти жаждет удостоиться чести получить научную премию, но не стоит презирать или избегать работы с ним. Непроизвольное игнорирование человека не является существенной ошибкой, но незнание того, что необходимо, является неуважением к себе. И прежде всего, нелепое дарование и недостаток мужества приводят к потере надежды достичь того, что было возможно достичь, считает Луис Пачеко де Нарваэз.
Этот трактат полезен в изучении истории искусства владения оружием, поэтому интеллектуалы посчитают его настолько ценным. Эта книга поспособствовала воссозданию искусства и описала образ искусства фехтования, с даты публикации этого были адресованы только благодарности от различных мастеров фехтования.
Трактат «Простой способ экзаменации учителей в искусстве фехтования с оружием» Дона Луиса Пачеко де Нарваэза был переведен на русский язык в 2017 под патронажем Научно-Исследовательского Института «Мировых традиций воинских искусств и криминальных исследований применения оружия» совместно со Школой испанского фехтования «Дестреза Ачинеч» и доступен общественности.

## Труды Дона Луиса Пачеко де Нарваэс
- «Libro de las grandezas de la espada, en qve se declaran mvchos secretos del que compuso el Commendador Geronimo de Carrança» Luis Pacheco de Narváez. Orbigo, 1600
- «Compendio de la filosofia de las armas de Geronimo de Carrança» Luis Pacheco de Narváez por Luis Sanchez, 1612
- «Сolloqvia familiaria et alia quae dam opuscula [de Erasmi de Civilitate morum puerilium] erudiendae imentuti accommodatissima opera doctisimorum…» Luis Pacheco de Narváez. Claudius Bornat, 1643
- «Nveva ciencia; y filosofia de la destreza de las armas, sv teorica, y practica: A la Magestad de Felipe Quarto, rey, y señor nvestro de las Españas, y de la mayor parte del mundo» Luis Pacheco de Narváez, M. Sanchez, 1672
- «Modo facil y nueuo para examinar los maestros en la destreza de las armas, y entender sus cien conclusiones, ò formas de saber» Luis Pacheco de Narváez por los herederos de Pedro Lanaja, 1658
- «Advertencias para la enseñanza de la filosofia, y destreza de las armas, assi à pie, como à cavallo … por D. Luis Pacheco de Narvaez …» Autor Pacheco de Narváez, Luis Fecha 1642
- «Historia exemplar de las dos constantes mugeres españolas … por Don Luis Pacheco de Naruaez …» Autor Pacheco de Narváez, Luis Imprenta del Reino (Madrid) 1635